# Two Harbors, Minnesota
Two Harbors är administrativ huvudort i Lake County i Minnesota. Two Harbors hade 3 745 invånare enligt 2010 års folkräkning.